# Serie Floreale 1901

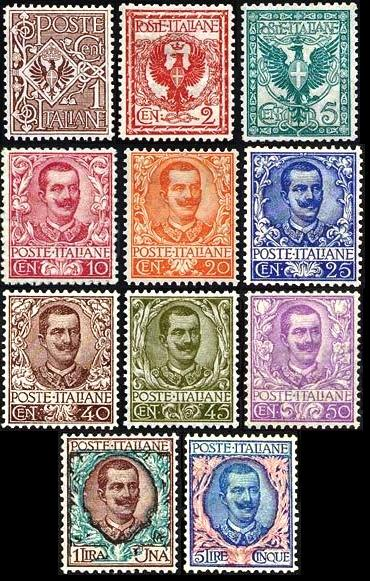
I francobolli della Serie Floreale 1901

 La serie floreale  è la prima emissione filatelica del Regno d'Italia nel Novecento, nonché del regno di Vittorio Emanuele III. La serie ordinaria, emessa tra il 1º luglio e il 1º ottobre del 1901, è composta da undici valori, con vari ornati di stile floreale, da cui il nome. I primi tre francobolli della serie raffigurano l'Aquila sabauda, mentre gli altri riportano l'effigie di un giovane Vittorio Emanuele III.

## Storia dell'emissione
La prima serie ordinaria di Vittorio Emanuele III fu emessa nel 1901 in due momenti: i sei valori con facciale più basso il 1º luglio e i cinque di facciale più alto il 1º ottobre. Fu chiamata "floreale" per le diciture e le cornici disegnate da Giuseppe Cellini e incise da Alberto Repettati. La serie fu stampata in tipografia, su carta con filigrana a corona, in quattro gruppi da 100, con dentellatura di 14 x 14½. L'autorizzazione avvenne con due decreti: il primo del 6 giugno e il secondo del 12 settembre 1901. Il 1º aprile 1903 la serie fu soprastampata per la colonia Eritrea e il 15 novembre 1906 per la Canea; il 2 c. fu soprastampato per le tredici isole dell'Egeo. Altri tagli furono soprastampati in dracme per Corfù, in piastre per il Levante, in corone per la Dalmazia, la Venezia Giulia e la Venezia Tridentina, in centesimi e dollari per la Cina, in para per l'Albania. Gli uffici postali collocati in Cina erano situati presso Pechino e Tientsin e normalmente avrebbero dovuto usare francobolli in valuta italiana, ma una fornitura della serie floreale fu soprastampata in centesimi di dollaro validi nella Cina coloniale. Tra il 1923 e il 1927 furono emessi altri cinque tagli da 25 c., 75 c., lire 1,25, lire 2 e lire 2,50 e nel 1924 i valori da 1 lira e 2 lire furono utilizzati con soprastampa per la "Crociera italiana nell'America Latina" nella serie Crociera Italiana 1924. Dato il lungo periodo di validità e la conseguente enorme tiratura, i valori della serie floreale non sono particolarmente rari, ad eccezione del valore da 5 lire, raro su busta a causa dello scarso uso dovuto a un eccessivo valore facciale: da notare come una lettera diretta all'estero per raccomandata espresso richiedesse solo 4 Lire. Molto interessanti sono le affrancature con francobolli della floreale miste a valori di Umberto I, nelle quali compaiono le effigie di due re. Risalgono a un periodo di quindici mesi, dal 1º luglio 1901 al 30 settembre 1902, giorno di scadenza degli ultimi valori di Umberto I. Insieme alla floreale iniziò la produzione dei francobolli per il servizio di espresso per l'interno. Tale servizio era stato istituito con legge del 12 marzo 1890, ma il primo francobollo apposito fu emesso solo il primo giugno 1903: il 25 c. rosa. Questo espresso della floreale divenne poi il primo francobollo di posta aerea del mondo quando ricevette la soprastampa "Esperimento di posta aerea" per essere usato nel volo di andata e ritorno Torino-Roma il 22 e il 27 maggio 1917. Nella serie di francobolli pubblicitari del 1924-1925 al valore da 1 lira fu aggiunta una appendice che fu poi comprata dalla ditta del "Grammofono Columbia", mentre l'espresso da 60 c. con la pubblicità dei "Baci Perugina" non venne emesso. Infine nel 1918 e 1920 il 5 lire ricevette una soprastampa per il prestito nazionale: i relativi francobolli servivano per i libretti di risparmio speciali delle Casse di Risparmio postali.

## I primi 11 valori
| Valore | Colorazione    | Soggetto       | Note                       |
| ------ | -------------- | -------------- | -------------------------- |
| 1 c.   | bruno          | Aquila sabauda |                            |
| 2 c.   | rosso bruno    | Aquila sabauda |                            |
| 5 c.   | verde          | Aquila sabauda |                            |
| 10 c.  | carminio       | Effigie del Re |                            |
| 20 c.  | arancio        | Effigie del Re |                            |
| 25 c.  | azzurro        | Effigie del Re |                            |
| 40 c.  | bruno          | Effigie del Re | Allo stato di nuovo è raro |
| 45 c.  | oliva          | Effigie del Re |                            |
| 50 c.  | malva          | Effigie del Re | Allo stato di nuovo è raro |
| 1 L.   | bruno e verde  | Effigie del Re |                            |
| 5 L.   | azzurro e rosa | Effigie del Re |                            |

## Le emissioni complementari
Dopo il 1901 sono stati emessi numerosi valori complementari. Di seguito una tabella con il riepilogo delle varie emissioni successive:
| Valore                     | Colorazione            | Anno di emissione | Note          |
| -------------------------- | ---------------------- | ----------------- | ------------- |
| 15 c. su 20 c.             | arancio                | 1905              | soprastampato |
| 25 c.                      | verde e verde oliva    | 1926              |               |
| 75 c.                      | rosso mattone e rosso  | 1926              |               |
| 1,25 L.                    | oltremare e azzurro    | 1926              |               |
| 1,75 L. su 10 L.           | oliva e rosa           | 1925              | soprastampato |
| 2 L.                       | verde grigio e arancio | 1923              |               |
| 2,50 L.                    | verde nero e arancio   | 1926              |               |
| 10 L.                      | oliva e rosa           | 1910              |               |
| altri valori soprastampati |                        |                   |               |
| 10 c. su 1 c.              | bruno                  | 1923              |               |
| 10 c. su 2 c.              | rosso bruno            | 1923              |               |
| 25 c. su 45 c.             | oliva                  | 1924              |               |

Da segnalare inoltre i valori da 1 Lira e 2 Lire soprastampati nel 1924 per la serie speciale "Crociera italiana nell'America Latina", tiratura 20.000 esemplari ciascuno, e il francobollo da 1 Lira che è stato emesso con appendice pubblicitaria "Columbia", sempre nel 1924.
Il disegno floreale è presente anche nei valori per espressi da 25 c., 50 c., 60 c. su 50 c., 60 c., 70 c. su 60 c., 70 c., 1,25 Lire, nonché per il primo francobollo in assoluto di posta aerea del 1917 da 25 c. "Esperimento di Posta Aerea Torino-Roma-Torino" (poiché è il francobollo per espressi da 25 c. soprastampato).

## Scheda tecnica
- Stampa: tipografica[2]
- Fogli: da 100X4 esemplari
- Filigrana: corona
- Dentellatura: 14 X 14 ¼
- Tiratura: sconosciuta
- Disegnatore: G. Cellini
- Incisore: A. Repettati